# الدجاج المخمر

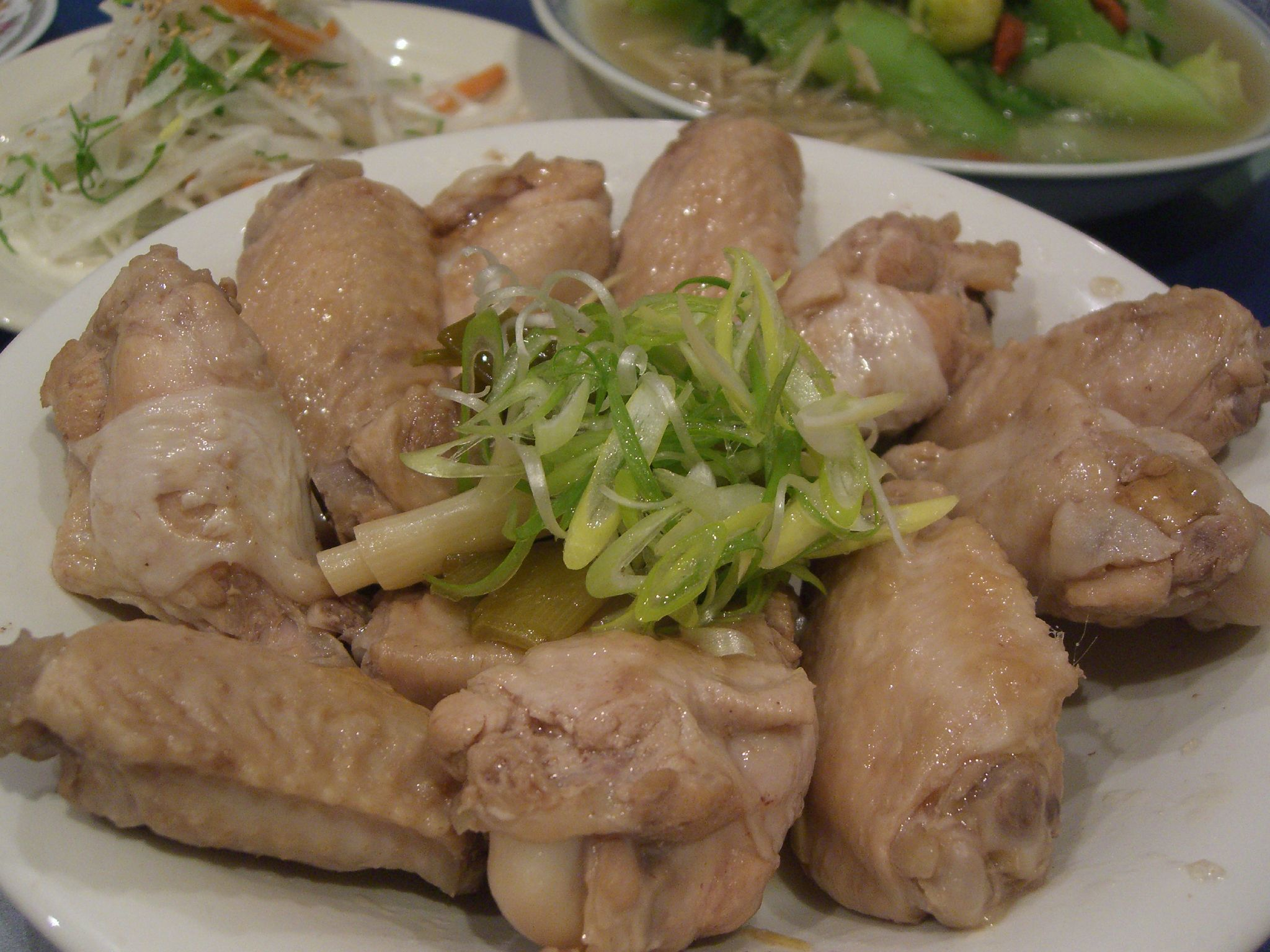
الدجاج المخمر

 الدجاج المخمر (بالصينية: 醉雞)(醉鸡)(وببينيين: zuìjī)، وهي طريقة لإعداد الدجاج باستخدام المشروبات الكحولية. حيث توجد أنواع مختلفة من هذا الطبق في المطبخ الصيني والتايواني والماليزي والسنغافوري واليوناني وأمريكا اللاتينية.

## في تايوان وماليزيا وسنغافورة والصين
ولإعداد الدجاج المخمر، هناك العديد من الطرق يمكن استخدامها للقيام بذلك. أحد هذه الطرق، هي طريقة التخمير مع نبيذ شاوكسينج المصنع في مقاطعة جيجيانغ شرقي الصين  حيث يتم طهي دجاج شاوكسينج المخمر ونقعه في نبيذ شاوكسينج التاريخي لإضفاء مذاق عميق. وفي طريقة أخرى، يتم طهي الدجاجة بالكامل على البخار ثم بعد ذلك يتم تقطيعها إلى قطع يتناسب حجمها مع أعواد الأكل. يتم طهي الدجاج المبخر وعصارته مع البصل الأخضر والزنجبيل والملح. بعد ذلك، يتم نقعه في أحد المشروبات الروحية، مثل الويسكي، طوال الليل في الثلاجة. يتم تقديم الدجاج باردًا كنوع من المقبلات. إلى جانب أن ما يميز هذا الطبق هو الطعم الكجولي للدجاج، هناك ميزة أخرى للطبق وهي الجيلاتين بنكهة الخمر المصنوع من الخليط المبرد للكحول وعصائر الطهي.

## في اليونان
الدجاج المخمر (Μεθυσμένο κοτόπουλο) هو أحد الأطباق الموجودة في حانات اليونان وقبرص، مع وجود بعض الاختلافات. حيث تُقدم على شكل (مقبلات) أو كطبق رئيسي، وتتكون الوصفة الأساسية من صدور الدجاج التي يتم تتبيلها بالكحول ثم يتم قليها سريعًا، بعد ذلك يتم طهيها ببطء في عصارة التتبيل.

## في أمريكا اللاتينية
في كل من الأرجنتين والمكسيك وتشيلي تتوفر أصناف عديدة من هذا الطبق تسمى بوليو بوراتشو وتعني الدجاج المخمر. عادة ما يحتوى الطبق على الزيتون الأسود والأخضر والقرفة.